# Province d'Avalon
La province d'Avalon, au XVIIe siècle, était la région entourant l'établissement de Ferryland, qui, avec le succès de la colonie, s'agrandit pour inclure les terres détenues par Sir William Vaughan et toutes les terres s'étendant entre Ferryland et Petty Harbour.
Sir George Calvert acquit une partie de la Terre-Neuve et engagea Edward Wynne pour installer des sièges sociaux à Ferryland. La région qu'il nomma La Colonie d'Avalon en honneur de « old Avalon...the first-fruits of Christianity in Britain, » en référence à l'île d'Avalon, l'île des pommes. En 1620 Calvert obtint une concession de Sir William Vaughan pour toutes les terres s'étendant du nord d'un point entre Fermeuse et Aquaforte au point le plus septentrional tel que Caplin Bay (aujourd'hui Calvert) sur la rive sud de la péninsule d'Avalon.